# Stanisław Obiorek
Stanisław Obiorek (ur. 23 września 1916 w Nowym Sączu, zm. 11 stycznia 1942) – plutonowy pilot Wojska Polskiego, kawaler Virtuti Militari.

## Życiorys
Syn Stefana i Marii z domu Hornikównej, miał dwójkę rodzeństwa. W 1922 ukończył czteroklasową szkołę powszechną w Krakowie, a w 1930 ośmioklasową Szkołę Powszechną nr 7 im. św. Floriana w Krakowie. W latach 1932–1934 uczył się w Publicznej Szkole Zawodowej dla grafików, gdzie wyuczył się zawodu zecera.
W 1936 został powołany do odbycia służby wojskowej i otrzymał przydział do 121 eskadry myśliwskiej. 20 września 1937 został przydzielony do eskadry terenowej jako uczeń-pilot. Szkolenie ukończył 2 lipca 1938 i został skierowany do 21 eskadry liniowej. Pozostał w wojsku jako podoficer nadterminowy.

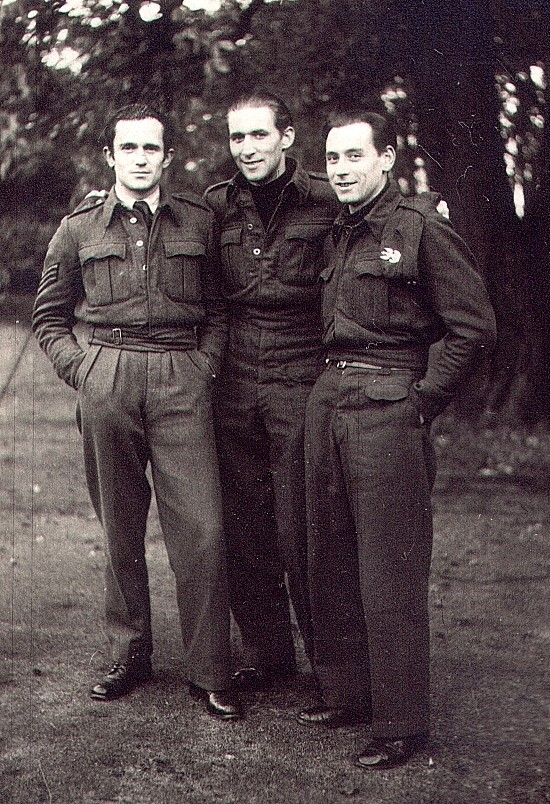
Stanisław Obiorek podczas służby w 304 dywizjonie (w środku)

W kampanii wrześniowej wykonywał loty z lotniska polowego we wsi Wsola. 3 września podczas lotu z załogą złożoną z ppor. obs. Tadeusza Króla i kpr. strz. Ignacego Mularczyka wystartował na samolocie PZL.23B Karaś do swego drugiego lotu bojowego. Wykonali udany atak na niemieckie czołgi w rejonie Gorzkowic i mieli jeszcze rozpoznać kierunki ataku niemieckich sił pancernych. W rejonie przysiółku Kozy k/Dąbrowy Wielkiej zostali zaatakowani przez niemieckie myśliwce i zestrzeleni przez Messerschmitta Bf 109E z jednostki 11./JG 51 pilotowanego przez Lt. Karla-Gottfrieda Nordmanna. Stanisław Obiorek uratował się skokiem ze spadochronem, pozostali członkowie załogi zginęli.
9 września udało mu się dołączyć do macierzystej eskadry, która wówczas stacjonowała na lotnisku w Marianowie. 17 września w Horodence przekroczył granicę polsko-rumuńską. Został internowany w obozie w Campulung-Muscel, z którego zbiegł 31 października. Przez Bukareszt dotarł do Konstancy i odpłynął na statku „Dacia” do Bejrutu. Następnie na statku „Porto” 5 grudnia dotarł do Marsylii.
Uległ wypadkowi i był operowany w szpitalu w Marsylii. 14 marca został skierowany do Paryża, a następnie 19 maja do bazy na lotnisku Lyon-Bron w celu odbycia szkolenia na samolotach bombowych. Wobec postępów wojsk niemieckich został ewakuowany do Saint-Jean-de-Luz, skąd na pokładzie statku „Arandora Star” odpłynął do Liverpoolu.
Do Wielkiej Brytanii dotarł 27 czerwca 1940. Otrzymał numer służbowy 793334, 2 lipca został skierowany do obozu Kirkham. 13 sierpnia rozpoczął szkolenie na samolotach bombowych. Po ukończeniu szkolenia 13 grudnia 1940 otrzymał przydział do dywizjonu 304. Brał udział w nalotach na Berlin i Hamburg. Został awansowany na polski stopień plutonowego i angielski sierżanta.
10 stycznia 1942 r. wystartował do nalotu na Wilhelmshaven na samolocie Wellington Mk IC nr Z1082 z załogą: sierż. Bolesław Patek (pilot), por. Janusz Kurek (nawigator), sierż. Andrzej Kwiecień (radiotelegrafista), sierż. Alojzy Sankowski (strzelec), sierż. Adam Rogowski (strzelec). Z raportów Luftwaffe wynika, że zostali prawdopodobnie zestrzeleni przez Lt. Adolfa Kaisera z 6./NJG2 o godz. 2200 nad Morzem Wattowym.

## Ordery i odznaczenia
- Krzyż Srebrny Virtuti Militari nr 9249[7][9]
- Krzyż Walecznych – trzykrotnie[5]
- Medal Lotniczy
- Polowy Znak Pilota nr 505

## Awanse
- 12 grudnia 1936 – szeregowy
- 1 lipca 1937 – starszy szeregowy
- 11 listopada 1937 – kapral
- ? – plutonowy